# ناپارای
ناپارای (انگلیسی: Naparaye) ملکه همسر نوبه و مصر باستان در دوران دودمان بیست و پنجم مصر است.
وی دختر پادشاه پیعنخی و ملکه همسر فرعون تهارقا بود و القابی نظیر سرشار از بخشایش (wrt im3t)، برترین ستایش‌شده‌ها، (wrt hzwt) عشق دوست‌داشتنی، (bnrt mrwt) همسر [بزرگ] پادشاه، (hmt niswt (wrt?)) بانوی دو سرزمین (hnwt t3wy) و خواهر شاهنشاه (snt niswt) بود.
نام ناپارای از مقبره او در الکرو (کی‌یو ۳) شناخته شده است. در هرم او یک میز پیشکش از سنگ مرمر گچی یافت شده که اکنون در موزهٔ باستان‌شناسی خارطوم (شماره ۱۹۱) نگهداری می‌شود.